# آدم ديماتشي
أديم ديماسي (بالألبانية: Adem Demaçi) (26 فبراير 1936) ناشط وكاتب ألباني حصل جائزة سخاروف لحرية الفكر عام 1991.